# Vladimir Aleksandrovič Suchomlinov
Vladimir Aleksandrovič Suchomlinov in russo Владимир Александрович Сухомлинов? (Kaunas, 16 agosto 1848 – Berlino, 2 febbraio 1926) è stato un generale russo.
Fu capo di stato maggiore russo nel 1908/1909 e fu ministro della guerra dal 1909. Allo scoppio della prima guerra mondiale (crisi di luglio) fece pressioni nei riguardi dello zar Nicola II affinché desse l'ordine di mobilitazione generale dell'esercito. Ciò avvenuto, la Germania dichiarò guerra alla Russia (1º agosto). Fu destituito nel 1915 tra le accuse di inefficienza.

## Biografia
Vladimir Suchomlinov nel 1867 si diplomò alla Scuola di Cavalleria Nicola. Prestò servizio nel reggimento Guardie Ulani a Varsavia e si diplomò alla Scuola militare di Stato Maggiore Nicola nel 1874. Prese parte alla Guerra russo-turca (1877-1878) ottenendo la medaglia di IV classe dell'Ordine di San Giorgio.
Dopo la guerra con i turchi, su consiglio del generale Michail Ivanovič Dragomirov (1830-1905), capo della scuola di stato maggiore, tenne varie conferenze presso le diverse scuole militari.
Dal 1884 al 1886 Suchomlinov comandò il 6º reggimento Dragoni a Suwałki. Dal 1886 al 1898 fu capo della scuola per ufficiali di cavalleria di San Pietroburgo e venne promosso generale nel 1890. Poco dopo divenne comandante della 10ª divisione di cavalleria a Kharkov. Nel 1899 venne nominato capo di stato maggiore del distretto militare di Kiev; nel 1902 deputato comandante e nel 1904 comandante del distretto di Kiev. Nel 1905 fu nominato Governatore Generale di Kiev, Podolia e Volinia. Nel dicembre del 1908 divenne capo di stato maggiore dell'esercito e, nel marzo del 1909, ministro della Guerra dell'Impero russo.
È stato accusato di essere stato il responsabile del ristagno dell'esercito russo nel 1905-1912, ciò che portò la Russia impreparata alla prima guerra mondiale. Tuttavia, lo storico Bruce W. Menning nel suo Bayonets Before Bullets lo difende: «Non vi sono dubbi che grazie alle riforme di Suchomlinov la Russia sia divenuta una vera potenza militare in quanto alla vigilia della prima guerra mondiale l'esercito zarista poteva contare 1.423.000 uomini tra soldati e ufficiali».
Suchomlinov fu attaccato però da una pesante campagna di stampa per via del suo stile autocratico e per le accuse di corruzione che gli furono mosse dai suoi nemici nella Duma e nell'esercito stesso. Egli tentò, con un certo successo, di dirottare le risorse e gli armamenti dalle fortezze all'esercito di movimento, soprattutto verso la fanteria e l'artiglieria mobile. Ciò non gli riuscì completamente per la mancanza di un sostanziale sviluppo economico della Russia e per la resistenza della fazione "tecnocrate" nobiliare.
Durante la crisi di luglio, aperta dopo l'attentato di Sarajevo, fu fra coloro che convinsero la zar Nicola II alla mobilitazione generale dell'esercito contro la Germania, ciò che portò alla dichiarazione di guerra di quest'ultima alla Russia il 1º agosto 1914. Iniziata la prima guerra mondiale, l'impatto per la Russia fu devastante e, come soluzione, Vladimir Suchomlinov venne sollevato dal proprio incarico nel luglio del 1915.
Nel marzo del 1916 venne arrestato e accusato di abuso di potere e tradimento dopo che alcuni dei suoi più stretti collaboratori erano stati scoperti essere colpevoli di spionaggio a favore della Germania. Dopo sei mesi di prigionìa, Vladimir Suchomlinov venne posto agli arresti domiciliari e poi nuovamente imprigionato dopo la rivoluzione di febbraio del 1917. Fu condannato a tempo indeterminato per non aver preparato l'esercito alla guerra. Nel settembre di quello stesso anno fu condotto in una fortezza, ma il 1º maggio 1918 venne rilasciato dopo aver raggiunto i 70 anni di età. Egli quindi si trasferì in Finlandia e poi in Germania, a Berlino, dove morì. Le sue memorie vennero pubblicate nel 1924.